# Sweat A La La La La Long: The Best of Inner Circle
A Sweat A La La La La Long: The Best Of Inner Circle egy 2004-es Inner Circle-válogatásalbum.

## Számok
1. Sweat (A La La La La Long) (2004 v/s Lady Saw)
2. Da Bomb
3. Games People Play
4. Ob-La-Di-Ob-La-Da
5. Bad Boys (Original Version)
6. It's Not About Romance
7. Book Of Rules (Original Version)
8. Reggae Dancer
9. Rock With You
10. Broken Wings
11. I Spy (What Do I Spy)
12. Speak My Language (Feat. Speech)
13. Bad To The Bone
14. La Di Da
15. Girls Gone Wild
16. I Love Girls
17. Black And White
18. Montego Bay
19. Board Walk
20. Sweat (A La La La La Long)